# Csaba Pataki
Csaba Pataki (n. 19 iulie 1973, Satu Mare, România) este un politician maghiar din România, din 2016 președintele Consiliului Județean Satu Mare.

## Cariera politică
Între 2012-2016 a fost membru al Senatului României, ales din partea UDMR. 